# Pachodynerus tibialis
Pachodynerus tibialis är en stekelart som först beskrevs av Henri Saussure 1853.  Pachodynerus tibialis ingår i släktet Pachodynerus och familjen Eumenidae. Utöver nominatformen finns också underarten P. t. barbouri.